# Deutsches Historisches Institut in Rom
Das 1888 gegründete Deutsche Historische Institut in Rom (Istituto Storico Germanico di Roma) ist das älteste der historischen Auslandsinstitute Deutschlands. Es dient der interdisziplinären und epochenübergreifenden Forschung zur italienischen Geschichte und Musikgeschichte sowie zur Geschichte der deutsch-italienischen Beziehungen vom frühen Mittelalter bis in die Gegenwart. Dabei werden transregionale und transnationale Zusammenhänge in den Blick genommen, insbesondere in Südeuropa und im Mittelmeerraum. Das DHI Rom ist seit 2002 Teil der Max Weber Stiftung – Deutsche Geisteswissenschaftliche Institute im Ausland (MWS) mit Sitz in Bonn. Die MWS wird vom Bundesministerium für Bildung und Forschung (BMBF) finanziert.

## Institut
Das Deutsche Historische Institut (DHI) in Rom wurde nach der Öffnung der Vatikanischen Archive im Jahre 1888 als Preußische Historische Station gegründet. Es betreibt historische Grundlagenforschung, fördert wissenschaftlichen Nachwuchs und versteht sich als Serviceeinrichtung. So unterstützt das DHI deutsche Wissenschaftler und Institutionen bei ihren Forschungen und fördert die Zusammenarbeit von deutschen, italienischen und internationalen Historikern.
1960 wurde das Institut um eine musikhistorische Abteilung erweitert, deren Arbeitsgebiet die Beziehungen zwischen deutscher und italienischer Musik, ihre historischen Voraussetzungen und ihre Auswirkungen auf Europa ist.
Die Gäste, Stipendiaten und wissenschaftlichen Mitglieder des Instituts arbeiten traditionell im Vatikanischen Archiv, der Vatikanischen Bibliothek, aber seit den 1960er Jahren vermehrt auch in den übrigen kirchlichen und insbesondere staatlichen Archiven und Bibliotheken in Rom. Dem Direktor steht ein wissenschaftlicher Beirat zur Seite.

## Projekte
Das Institut veranstaltet regelmäßig wissenschaftliche Tagungen, Kolloquien und Vorträge zu Themen der italienischen Geschichte und Musikgeschichte sowie den deutsch-italienischen Beziehungen. Es vergibt Stipendien zur Ausbildung wissenschaftlicher Nachwuchskräfte im Bereich Geschichte und Musikgeschichte. Die Stipendien werden je nach Forschungsvorhaben für einen Zeitraum von mehreren Monaten vergeben und richten sich vor allem an Doktoranden. Die Ludwig und Margarethe Quidde Fellowship fördert promovierte Nachwuchswissenschaftlerinnen und Nachwuchswissenschaftler, die sich durch besonders herausragende wissenschaftliche Leistungen im Bereich der Geschichte oder Musikwissenschaft auszeichnen.
Jedes Jahr werden vom DHI mehrere sechswöchige Praktika an fortgeschrittene Studierende der Geschichte und Musikgeschichte vergeben, deren Studien auf das Gebiet der deutsch-italienischen Beziehungen oder der italienischen Geschichte ausgerichtet sind. Jährlich wird für fortgeschrittene Studenten und Doktoranden des Fachs Geschichte ein zehntägiger Studienkurs durchgeführt. Dieser so genannte Romkurs vermittelt anhand ausgewählter Themen Einblick in Geschichte und Monumente Roms.

## Publikationen
Das DHI in Rom gibt seit 1892 eine Reihe von Veröffentlichungen heraus, die das Forschungsspektrum des Hauses widerspiegeln. Hierzu zählen unter anderem:

### Editionen und Regesten
Repertorium Germanicum
Das Repertorium Germanicum ist eine – noch nicht vollständige – Regestensammlung, mit der seit 1916 alle Betreffe aus den vatikanischen Registerserien und Kameralbeständen vom Großen Schisma bis zur Reformation (1378–1517), die „deutsche“ Diözesen betreffen, veröffentlicht werden.
Repertorium Poenitentiariae Germanicum
Neben dem Repertorium Germanicum wird mit dieser Quellenedition (seit 1998) der Forschung ein weiteres wichtiges Quellenwerk aus dem Vatikanischen Archiv für die deutsche Geschichte des Spätmittelalters bereitgestellt. Alle Bände enthalten Regesten aus den Supplikenregistern der päpstlichen Pönitentiarie nebst diversen Indices.
Nuntiaturberichte aus Deutschland
Die Nuntiaturberichte stellen eine bedeutende Quellensammlung zur Geschichte der päpstlichen Diplomatie im 16. und 17. Jahrhundert dar (seit 1892).
Instructiones Pontificum Romanorum
Hierbei handelt es sich um eine Quellensammlung der Instruktionen für die päpstlichen Nuntien und Legaten an den europäischen Fürstenhöfen (seit 1984).
Concentus musicus
In der musikalischen Denkmälerausgabe der Musikgeschichtlichen Abteilung erscheinen bedeutende Werke der italienischen Musik, besonders aus der Zeit zwischen 1600 und 1900 (seit 1973).

### Monographien und Aufsatzbände
Bibliothek des Deutschen Historischen Instituts in Rom
In dieser Reihe erscheinen wissenschaftliche Monographien und Aufsatzbände zur italienischen und deutschen Geschichte vom frühen Mittelalter bis zur Zeitgeschichte (seit 1905).
Ricerche dell’Istituto Storico Germanico di Roma
Um die Forschungsarbeiten des Instituts auch einer breiteren wissenschaftlichen Öffentlichkeit in Italien bekanntzumachen, wurde 2005 diese Reihe für Editionen und Studien in italienischer Sprache gegründet.
Analecta musicologia
In der Schriftenreihe der Musikgeschichtlichen Abteilung erscheinen Aufsatzsammlungen, Akten der von der Abteilung organisierten Kongresse sowie Monografien (seit 1963).

### Zeitschriften
Quellen und Forschungen aus italienischen Archiven und Bibliotheken
Die Zeitschrift des Instituts behandelt Themen zu den Beziehungen zwischen Deutschland und Italien und zur italienischen Geschichte vom Frühmittelalter bis zur Zeitgeschichte. Sie enthält weiter den Jahresbericht des Direktors, Berichte zu Tagungen des Instituts und einen großen Rezensionsteil (seit 1898).
Bibliographische Informationen zur neuesten Geschichte Italiens
Die Zeitschrift erscheint drei Mal jährlich in Zusammenarbeit mit der Arbeitsgemeinschaft für die Neueste Geschichte Italiens. Seit 1974 sind hier über 60.000 geschichtswissenschaftliche Neuerscheinungen vorgestellt worden.
Storia e CriticaDie italienische Zeitgeschichte im Spiegel der Tages- und Wochenpresse
Pressespiegel, erschienen von 1979 bis 1999, herausgegeben von Jens Petersen.

### Onlineplattformen
Romana Repertoria Online

## Bibliothek und Archiv
Das DHI in Rom verfügt über eine historische und eine musikhistorische Bibliothek. Die Historische Bibliothek ist vorwiegend auf die Geschichte Italiens und Deutschlands sowie die deutsch-italienischen Beziehungen spezialisiert. Sie verfügt über ca. 171.000 Bände und 667 Zeitschriften (Stand 2012). Die Bibliothek der musikgeschichtlichen Abteilung verfügt über ca. 57.000 Medieneinheiten, wozu Bücher, Noten und Tonträger zählen, und 440 Zeitschriften. Als Sonderbestand besitzt sie mehr als 1.500 seltene Libretti (Stand 2012).
Das Archiv sichert das Schriftgut des Instituts und seiner Vorgängerinstitutionen von 1888 bis in die Gegenwart.
Die EDV-Kataloge der beiden Bibliotheken, die zunehmend auch die älteren Bestände umfassen, sind online verfügbar. Ebenfalls online zugänglich sind die Bestandsübersicht und die Findbücher des Archivs des DHI in Rom.

## Direktoren
- 1888–1890: Konrad Schottmüller
- 1890–1892: Ludwig Quidde
- 1892–1901: Walter Friedensburg
- 1901–1903: Aloys Schulte
- 1903–1936: Paul Fridolin Kehr
- 1936–1937: Wilhelm Engel
- 1937–1942: Edmund E. Stengel
- 1942–1945: Theodor Mayer
- 1953–1961: Walther Holtzmann
- 1962–1972: Gerd Tellenbach
- 1972–1988: Reinhard Elze
- 1988–2001: Arnold Esch
- 2001–2002: Alexander Koller (kommissarisch)
- 2002–2012: Michael Matheus
- 2012–2024: Martin Baumeister
- seit 1. Oktober 2024: Petra Terhoeven